# Everybody's Golf 5
Everybody's Golf 5 (みんなのGOLF5, Minna no Golf 5), Everybody's Golf: World Tour en Europe, Hot Shots Golf: Out of Bounds en Amérique du Nord, est un jeu vidéo de golf développé par Clap Hanz et publié par Sony Computer Entertainment en 2007 sur PlayStation 3.
Le jeu fait partie de la franchise Everybody's Golf. Il est sorti au Japon le 26 juillet 2007, date proche du dixième anniversaire du début de la série sur PlayStation.
Le jeu s'est vendu à 150 000 copies durant la première semaine au Japon.

## Système de jeu
Everybody's Golf 5 introduit une version modifiée du système de tir à trois clics. Au lieu de s'en remettre complètement à la jauge au bas de l'écran pour estimer la force et le slice du tir, le nouveau système encourage à utiliser le swing du personnage pour choisir la puissance. Un premier appui sur le bouton démarre le swing et un deuxième appui l'arrête et détermine la force de frappe. La jauge disparaît alors, la précision du swing reposant alors sur un cercle entourant la balle et allant en diminuant[pas clair]. Pour réaliser un tir parfait, il faut cliquer lorsque le cercle entoure précisément la balle[pas clair].
Au départ du jeu, quatre parcours sont disponibles ainsi que quatre personnages débutants, deux personnages moyen et trois caddies. Shigeki Maruyama (en) est le deuxième golfeur réel à devenir un personnage jouable et caddie.
Le jeu a subi une grande refonte graphique, chaque aspect visuel étant plus détaillé et réaliste que dans les épisodes précédents.